# Лукавица (Львовская область)
Лукавица — село в Ралевской сельской общине Самборского района Львовской области Украины. Код КОАТУУ — 4624285203. Население — 228 человек.